# 설리번 5형제
설리번 5형제(Sullivan brothers)는 아이오와주 워털루 출신의 다섯 형제로 경순양함 USS 주노에서 함께 복무했다. 그들은 1942년 11월 13일경 침몰하는 동안과 그 직후에 모두 전사했다.
2018년 3월 17일 토요일, USS 주노의 잔해는 마이크로소프트 공동 창업자 폴 알렌이 소유한 리서치 베셀 페트렐의 탐험대에 의해 솔로몬 제도 해안에서 발견되었다.